# Anticleora
Anticleora is een geslacht van vlinders van de familie spanners (Geometridae), uit de onderfamilie Ennominae.

## Soorten
- A. ordinata Herbulot, 1966
- A. proemia (Prout, 1917)
- A. toulgoeti Viette, 1979